# Zollernia
Zollernia es un género de plantas con flores con 20 especies perteneciente a la familia Fabaceae.

## Especies
- Zollernia cowanii
- Zollernia discolor
- Zollernia falcata
- Zollernia glabra
- Zollernia glaziovii
- Zollernia grandifolia
- Zollernia houlletiana
- Zollernia ilicifolia
- Zollernia kanukuensis
- Zollernia latifolia
- Zollernia magnifica
- Zollernia mocitayba
- Zollernia modesta
- Zollernia paraensis
- Zollernia parvifolis
- Zollernia securidacifolia
- Zollernia splendens
- Zollernia tango
- Zollernia ulei
- Zollernia vogelii